# Scrat: Spaced Out
Scrat: Spaced Out is een Amerikaanse korte film geregisseerd door Mike Thurmeier en Galen Chu. Het is de negende korte film van deze franchise. Deze korte film verscheen op 17 november 2019 op de dvd en blu-ray van Ice Age: Collision Course. Het werd geproduceerd door Blue Sky Studios. Het personage Scrat speelt terug de hoofdrol.

## Verhaal
De film begint tijdens de belangrijkste gebeurtenissen van Collision Course, met de sabeltandeekhoorn Scrat die klaar is om terug te keren naar aarde met zijn ruimteschip. Het schip stopt wanneer hij een gigantische UFO ontdekt, samen met een grote eikel. Het schip grijpt de eikel, maar Scrat wordt uiteindelijk gevangen genomen door de UFO.
Scrat en zijn eikel komen terecht in de UFO, waar Scratazon en haar wachters binnenkomen. Scratazon pakt de eikel op, en tot haar verbazing zat Scrat erachter verstopt. Scratazon beveelt haar wachters om hem neer te schieten, maar Scrat weet te ontkomen aan de dood.
Na een heleboel gebeurtenissen weet Scrat van het schip te komen, met zijn eikel, en zweeft hij in een ruimtepak rond in de ruimte.

## Stemverdeling
- Chris Wedge als Scrat
- Karen Disher als Scratazon
- Neil deGrasse Tyson als verteller